# Gustave Vanderstappen
Louis Gustave ("Gus") Vanderstappen (Sint-Gillis, 11 januari 1882 – 22 september 1955) was een Belgisch voetballer die speelde als aanvaller bij Union Sint-Gillis. Hij werd tweemaal Belgisch topschutter en speelde vier wedstrijden voor de Rode Duivels.
Vanderstappen maakte reeds van bij de oprichting van Union Sint Gillis in 1897 deel uit van de eerste ploeg. Hij werd op 15-jarige leeftijd meteen aanvoerder van de ploeg. Met Union promoveerde hij in 1901 naar Eerste klasse en werd als kapitein van de ploeg waarin ondertussen ook zijn jongere broers Charles (linksbuiten) en Joseph (doelman) speelden, zesmaal landskampioen (1904, 1905, 1906, 1907, 1908 en 1910). In 1903 en 1904 werd Vanderstappen eveneens topschutter in de Eerste klasse.
Tussen 1905 en 1908 speelde Vanderstappen vier wedstrijden bij het Belgisch voetbalelftal maar kon niet scoren.